# Erwan Vallerie
Erwan Vallerie, nom de plume d’Yvon-Gildas Vallerie, est un historien français né le 31 juillet 1944 à Alger  et mort à Rennes le 9 février 2022,.
Il est très impliqué dans l'Association bretonne. Son père, le contrôleur général Pierre Vallerie, en fut président de 1968 à 1972.

## Biographie
Fils du contrôleur général des armées Pierre Vallerie, Erwan Vallerie est économiste de formation et fonde en 1969 avec l'avocat Yann Choucq le mensuel progressiste Sav Breizh (Debout Bretagne !), Organe du combat breton, transformé en 1971 en revue d’études bimestrielles ; Sav-Breizh se définissant comme « un lieu de recherche et de formation politiques au service de la Révolution bretonne ». Erwan Vallerie en assure la direction jusqu’à la disparition de la revue, en 1975. Il se consacre depuis à des travaux de recherche historique et linguistique, et a soutenu une thèse en breton devant l'université Rennes-II.
Il est le beau-frère de l'architecte breton Pierre Lemoine. 

## Publications
- Théorie de la Nation, publié en 1971 lors de la transformation en revue d’études du mensuel Sav Breizh.
- Communes bretonnes et paroisses d’Armorique, Brasparts, éd. Beltan, 1986  (ISBN 2905939044).
- Diazezoù studi istorel an anvioù-parrez / Traité de toponymie historique de la Bretagne, 3 vol., Le Relecq-Kerhuon, éd. An Here, 1995  (ISBN 2868431534).  — Texte breton et traduction française.
- L’art et la manière de prononcer ces sacrés noms de lieu de Bretagne, Douarnenez, le Chasse-Marée / ArMen, 1996  (ISBN 2903708630).
- Nous barbares locaux, éd. An Here, 1997.  — Reprise de Théorie de la Nation (1971) avec trois autres essais : « Place de la langue dans le combat de libération nationale », « L’Europe contre la Bretagne » et « Nous barbares locaux », rédigés entre 1971 et 1976.
- Ils sont fous ces Bretons !! : trousse de survie pour découvreur des Armoriques, avec l'illustrateur Nono, Spezed, Coop Breizh, 2003.